# Elatostema wenzelii
Elatostema wenzelii är en nässelväxtart som beskrevs av H. Schröter. Elatostema wenzelii ingår i släktet Elatostema och familjen nässelväxter. Inga underarter finns listade i Catalogue of Life.